# Ґіжино (Західнопоморське воєводство)
Ґіжино (пол. Giżyno, нім. Glesen) — село в Польщі, у гміні Каліш-Поморський Дравського повіту Західнопоморського воєводства.
Населення — 385 осіб (2011).
У 1975-1998 роках село належало до Кошалінського воєводства.

## Демографія
Демографічна структура станом на 31 березня 2011 року:
|          | Загалом | Допрацездатний вік | Працездатний вік | Постпрацездатний вік |
| -------- | ------- | ------------------ | ---------------- | -------------------- |
| Чоловіки | 196     | 34                 | 155              | 7                    |
| Жінки    | 189     | 39                 | 113              | 37                   |
| Разом    | 385     | 73                 | 268              | 44                   |